# Никта (спутник)
Ни́кта (134340 II Nix, ранее S/2005 P 2) — естественный спутник Плутона, один из двух (с Гидрой) открытых в июне 2005 года космическим телескопом Хаббл.

## Открытие и название
Снимки, на основании которых было совершено открытие, были сделаны 15 и 18 мая 2005 года. Спутники на них были впервые обнаружены 15 июня 2005 года. После проведения дополнительных исследований и проверок, 31 октября 2005 года открытие было обнародовано. В 2006 году спутники получили собственные имена. Назван именем греческой богини ночи Никты (др.-греч. Νύξ, Νυκτός, «ночь»).
Название спутника было объявлено 21 июня 2006 года в циркуляре № 8723 Международного астрономического союза. Первоначально предполагалось дать спутнику имя Nyx. Однако, чтобы не путать спутник с астероидом 3908 Nyx, написание названия было изменено к форме, использовавшейся в позднеантичное время (Nix). Начальные буквы названий новооткрытых спутников Никта и Гидра (N и H) совпадают с начальными буквами миссии «Новые горизонты».

## Орбита и размеры
По имеющимся снимкам можно сделать вывод, что спутник находится на круговой орбите, в той же плоскости, что и Харон, на расстоянии приблизительно 50 000 км от Плутона. Фактически Никта обращается не вокруг Плутона, а вокруг общего центра тяжести системы Плутон—Харон. Никта приблизительно на 20 % темнее, чем её компаньонка Гидра. Ранее предполагались размеры от 32 до 145 километров. В 2015 году в ходе миссии «Новые горизонты» было установлено, что Никту можно описать трёхосным эллипсоидом с размерами (удвоенными полуосями) 54 × 41 × 36 километров; в следующем году была опубликована оценка 50 × 35 × 33 км. Таким образом, Никта — наиболее крупный из малых спутников Плутона.
Никта близка к орбитальному резонансу с Хароном, делая один оборот вокруг планеты за четыре орбитальных оборота Харона, а также с Гидрой (отношение периодов 3:2).

## Строение поверхности и состав
Поверхность спутника практически полностью покрыта крупнозернистыми частицами водяного льда. Это означает, что Никта сформировалась из облака ледяных обломков.
Деталям поверхности Никты Международный астрономический союз решил присваивать названия, связанные с именами божеств ночи.

## Галерея
- Открытие Никты и Гидры
- Плутон, Харон (два ярких объекта в центре), Никта и Гидра (два слабых пятнышка правее)
- Снимок Никты аппаратом Новые горизонты 11 июля 2015 года.
- Снимок Никты аппаратом Новые горизонты 13 июля 2015 года.
- Снимок Никты аппаратом Новые горизонты 14 июля 2015 года (цвета усилены).
- Снимок Никты от 14 июля 2015 года.
- Шесть изображений Никты (контрастность усилена).